# Starry Sky Ripper
Starry Sky Scrapper (chinesisch 撕裂星空, Pinyin Tiānkōng guā bǎn) im Joyland (嬉戏谷,  huánqiú dòngmàn Xīxìgǔ) in Wujin, Jiangsu, China ist eine fliegende Stahlachterbahn vom Modell Flying Coaster des Herstellers Bolliger & Mabillard, die am 30. April 2011 als Starry Night Ripper eröffnet wurde.
Die 855 m lange Strecke erreicht eine Höhe von 40 m, verfügt über eine 32 m hohe erste Abfahrt und besitzt fünf Inversionen: einen Inline-Twist, eine Fly-to-Lie/Lie-to-Fly-Kombination, welche durch einen Looping unterbrochen wird, sowie einen doppelten Korkenzieher.

## Züge
Starry Sky Scrapper besitzt zwei Züge mit jeweils sieben Wagen. In jedem Wagen können vier Personen (eine Reihe) Platz nehmen.

## Weblinks

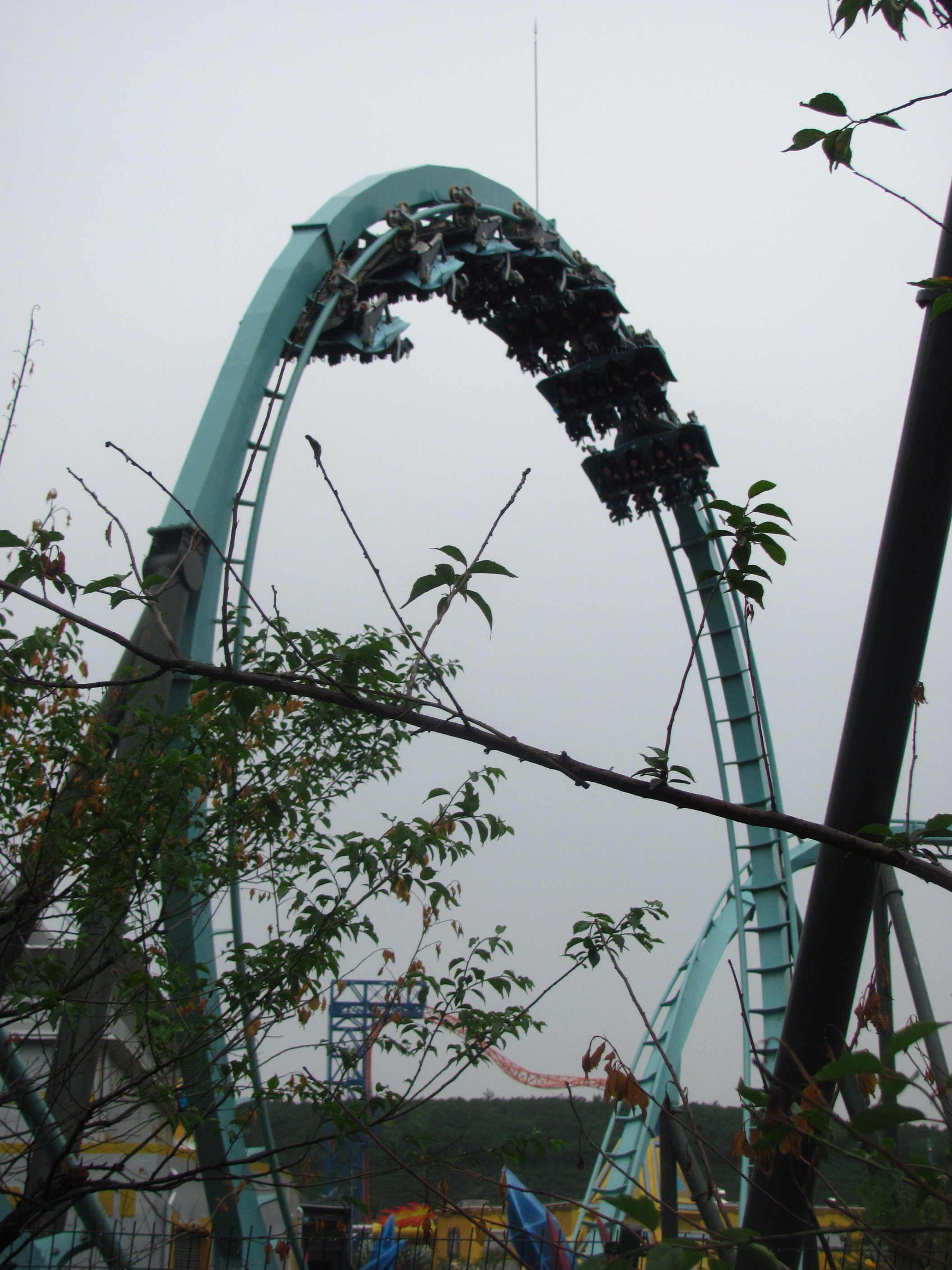
Der Looping